# Санамахи
Санамахи (дарг. Сана-Махи) — упразднённое село в Левашинском районе Дагестана. Располагалось на территории современного Мусультемахинского сельсовета. Упразднено в 1944 году, все население переселено в село Чкалово Шурагатского района.

## География
Располагалось на западном склоне долины реки Казикумухское Койсу, приблизительно в 1,5 км (по прямой) к северо-западу от села Аллате.

## Этимология
В переводе с даргинского Сана-Махи значит «отсёлок на теневом склоне» (сана — теневой склон).

## История
По данным на 1926 год село Верхнее Сана-Махи состояло из 102 хозяйств, в административном отношении являлось центром Сана-Махинского сельсовета Левашинского района (в него же входило село Нижнее Сана-Махи). В селе располагались школа, почта и отделение потребительской кооперации. По данным на 1939 год в Сана-Махинском сельсовета значиться только село Нижнее Сана-Махи. В 1944 году все население села было переселено в село Курчалой Курчалоевского района (с 1944 по 1958 год носило название Чкалово Шурагатского района), на место депортированного чеченского населения. После возвращения чеченцев из высылки, даргинское население Курчалоя было переселено во вновь построенный населённый пункт село Новый Костек.

## Население
| Численность населения | Численность населения | Численность населения | Численность населения | Численность населения |
| 1888                  | 1895                  | 1908                  | 1926                  | 1939                  |
| --------------------- | --------------------- | --------------------- | --------------------- | --------------------- |
| 1638 (с отселками)    | 307                   | 1814 (с отселками)    | 344                   | ↘198                  |

По переписи 1926 года, 100 % населения составляли даргинцы.

## Уроженцы
- Рабадан Нуров — даргинский поэт и драматург, один из основоположников даргинской советской литературы